# Psylliodes semicnemis
Psylliodes semicnemis is een keversoort uit de familie bladkevers (Chrysomelidae). De wetenschappelijke naam van de soort werd in 1990 gepubliceerd door Gruev.